# Skärgöl (Källeryds socken, Småland)
Skärgöl är en sjö i Gnosjö kommun i Småland och ingår i Nissans huvudavrinningsområde.